# 浮動開關

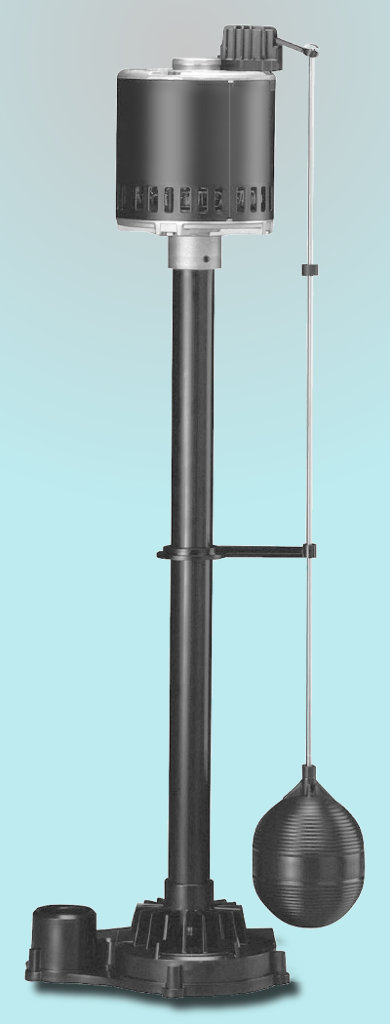
帶浮動開關的底座污水泵

浮動開關是一種液位感測器，用於檢測罐內液位的裝置。此開關可用於控制泵、作為指示器、警報器或控制其他設備。
其中一種浮動開關使用鉸鏈浮球內的水銀開關。另一種常見類型是浮球，它抬起一根桿子來驅動微動開關。一種模式是使用安裝在管內的簧片開關
一個非常常見的應用是在污水泵和冷凝水泵中，其中開關檢測污水池或水箱中液位的上升並為電動泵通電，然後電動泵將液體泵出，直到液位大幅降低，此時泵再次關閉。浮動開關通常是可調節的。存在滯後現象，從而導致相應的液位波動。也就是說，開關的「開啟」點可能比「關閉」點高得多。這最大限度地減少了相關幫浦的開關循環。
一些浮動開關包含兩級開關。當液體上升到第一級的觸發點時，相關幫浦就會啟動。如果液體繼續上升（可能是因為泵浦故障或其排放受阻），則會觸發第二階段。此階段可能會關閉泵送液體的來源、觸發警報或兩者兼而有之。
浮動開關材料經過精心選擇，可以抵抗腐蝕性工藝液體的有害影響。在某些系統中，可以使用適當選擇和尺寸的浮球來感測兩種不同密度液體之間的界面水平。

## 版本
最常見的類型是浮動開關，

打開污水幫浦的浮動開關
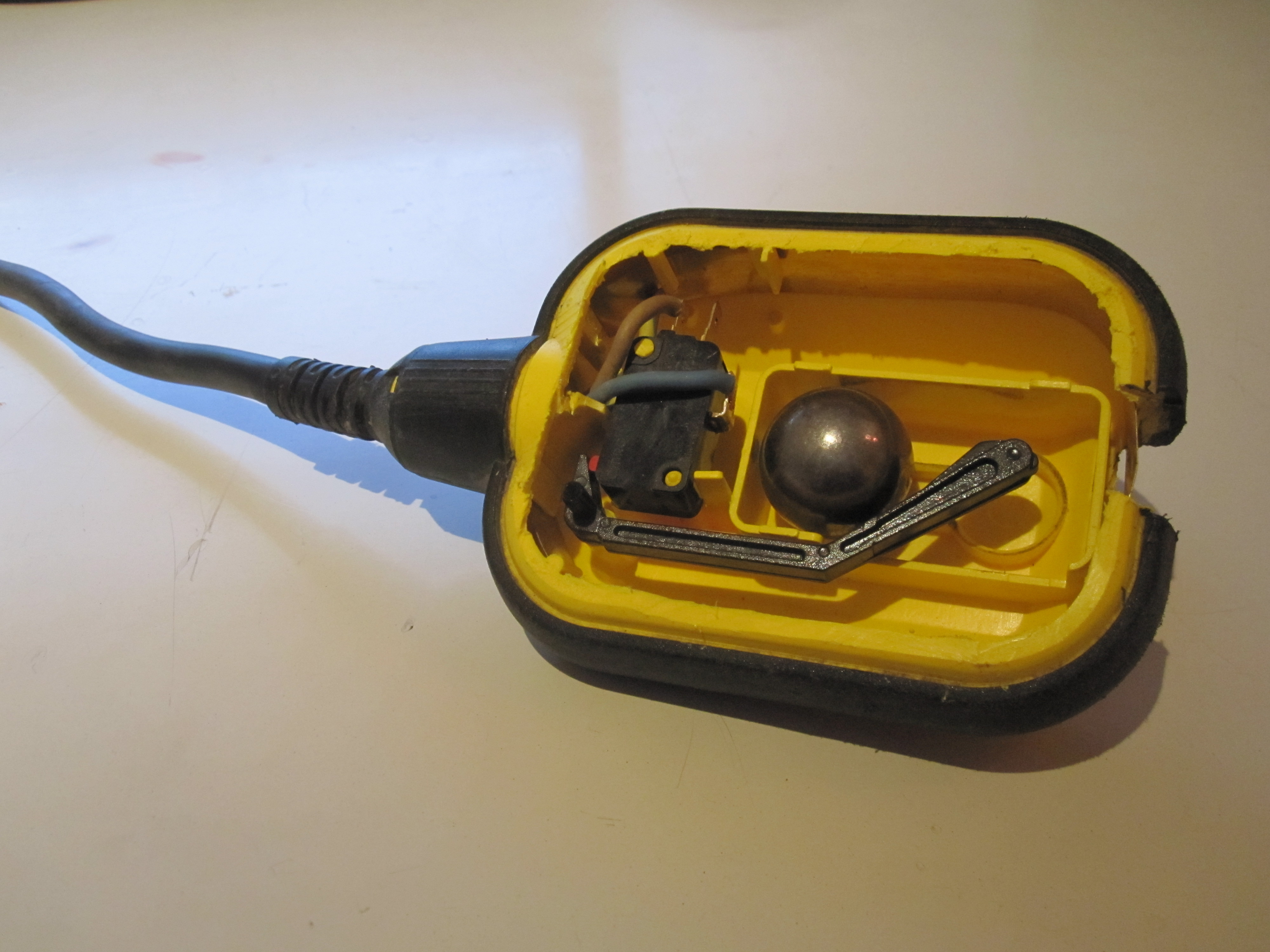
浮動開關 開啟
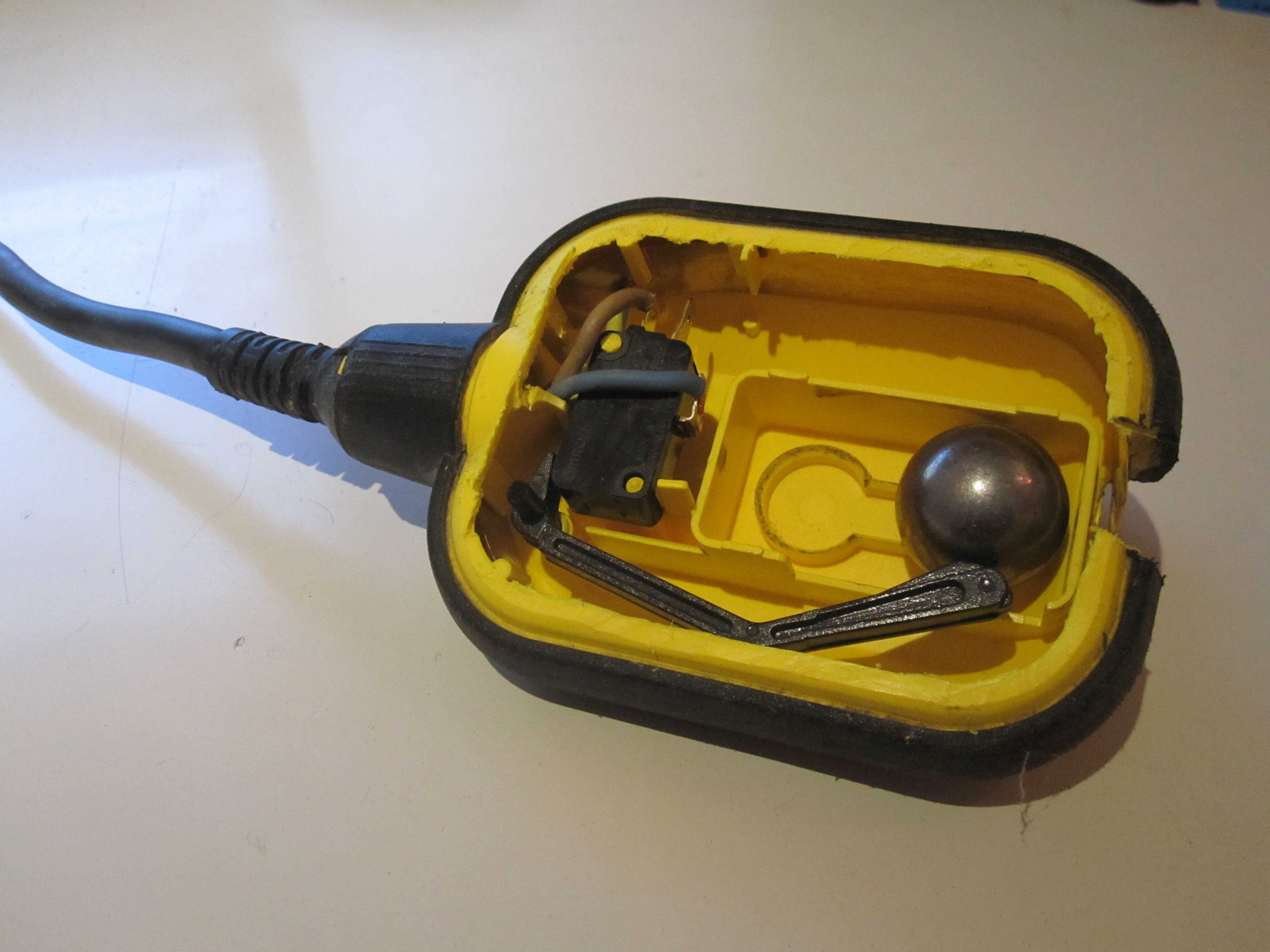
浮動開關 關閉

- 其浮球在密封的外殼中裝有球體，球體的位置根據給定導軌上重心移動導致的傾斜度而改變。電觸點透過槓桿系統啟動。
- 其浮球受到引導並配備永久磁鐵，永久磁鐵的磁場會啟動簧片觸點或帶有電子觸發電路的霍爾感測器。
- 其浮球透過機械連桿啟動電開關。
- 其浮球直接作用於閥門，例如，在內燃機的化油器中，所謂的浮球針閥，或在馬桶的水箱中，浮球閥上的浮球。

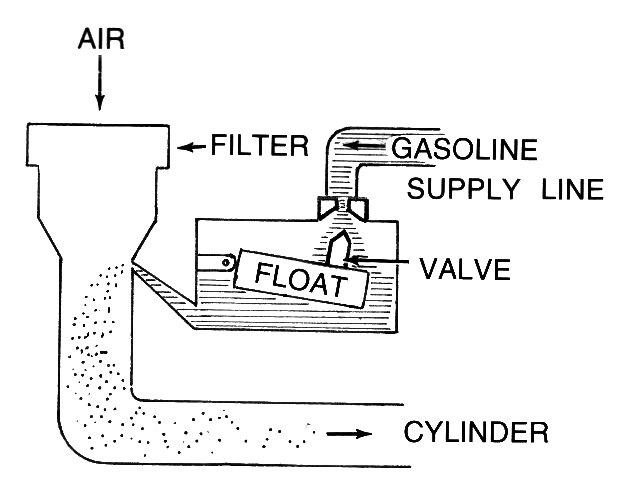
化油器中的浮球閥

### 液位開關
- 液位開關由液柱壓力經由隔膜驅動。這種液位開關常見於洗衣機或洗碗機。一種變體是帶有兩個介質連接的差壓隔膜開關。
- 電子液位控制器評估液柱的電阻。

### 替代方案
液位測量（例如使用超音波方法）可持續顯示液位並用於液位控制。然而，它們不被視為浮動開關，因為它們不使用浮球觸發切換功能。作為固定切換點的替代方案，可以使用振動限位開關。